# Tsutomu Kitagawa
Tsutomu Kitagawa (喜多川務 Kitagawa Tsutomu?, nacido el 21 de diciembre de 1957 en la Prefectura de Yamaguchi) es un actor y especialista japonés.

## Carrera
Es principalmente conocido por interpretar a Godzilla en la era Millennium. También interpreta a King Ghidorah en Rebirth of Mothra III. Era el actor principal de traje del Blue (y ocasionalmente, Black) Ranger en muchas entregas de la serie Super Sentai en los 1980s. Kitagawa se graduó de la preparatoria en Sakuragaoka antes de unirse al Japan Action Club de Sonny Chiba en enero de 1975.

## Filmografía

### Actor de traje
- Battle Fever J (1979) - Battle Kenya, Miss America 2
- Denshi Sentai Denjiman (1980-1981) - Denji Blue
- Dai Sentai Goggle V (1982-1983) - Goggle Black
- Kagaku Sentai Dynaman (1983-1984) - Dyna Black
- Chōdenshi Bioman (1984-1985) - Blue Three
- Dengeki Sentai Changeman (1985-1986) - Change Pegasus
- Chōshinsei Flashman (1986-1987) - Blue Flash
- Hikari Sentai Maskman (1987-1988) - Blue Mask
- Sekai Ninja Sen Jiraiya (1988-1989) - Chino Ninja Lu-Long
- Gosei Sentai Dairanger (1993-1994) - Shishi Ranger
- Ninja Sentai Kakuranger (1994-1995) - Ninja Black
- Jūken Sentai Gekiranger (2007-2008) - Maestro Bat li
- Ressha Sentai ToQger vs Kyoryuger: The Movie - ToQ 2gou (versión infantil)
- Ressha Sentai ToQger Returns: Super ToQ 7gou of Dreams - ToQ 2gou (versión infantil)

#### Serie Chouseishin
- Chouseishin Gransazer (2003-2004) - Sazer Remls

### Otros roles
- Rebirth of Mothra III (1998) como King Ghidorah
- Godzilla 2000: Millennium (1999) como Godzilla
- Godzilla tai Megaguirus: G Shōmetsu Sakusen (2000) como Godzilla
- Godzilla x Mechagodzilla (2002) como Godzilla
- Godzilla x Mothra x Mechagodzilla: Tokyo S.O.S. (2003) como Godzilla
- Godzilla: Final Wars (2004) como Godzilla[3]

### Roles sin traje
- Taiyō Sentai Sun Vulcan (1981) - Trabajador
- Dai Sentai Goggle V (1982) - Kung-Fu Doll, miembro de Motorcycle Gang
- Dengeki Sentai Changeman (1985) - Saga
- Chōjin Sentai Jetman (1991) - Hombre
- Jūken Sentai Gekiranger (2007) - Vendedor de pasteles
- Kamen Rider Wizard (2013) - Guardia
- Ressha Sentai ToQger (2014) - Gaurd